# 朗代诺站
朗代诺站，是法国的一个铁路车站，位于法国西北部城市朗代诺。

## 位置
朗代诺站位于朗代尔诺市区的北部偏西，巴黎－布雷斯特铁路603.559公里处，同时也是萨韦奈－朗代诺铁路的终点。车站大致呈东北-西南走向，开口朝东南，面向朗代尔诺市区。

## 历史
朗代诺站最初建于1865年，和巴黎－布雷斯特铁路同时投入使用。1991年，为迎接法国高速铁路大西洋线的建成通车，朗代诺站进行了重建，主站房由现代化的玻璃建筑代替。

## 停靠线路
以下列车线路在朗代诺站停靠：
| 朗代诺站列车线路表       |      |                                |                        |              |
| 线路                     | 车种 | 上一站                         | 下一站                 | 大致运行频率 |
| 巴黎—布雷斯特            | TGV  | 莫尔莱                         | 布雷斯特               | 每天1趟      |
| 雷恩—布雷斯特            | TER  | 莫尔莱/朗迪维肖                | 布雷斯特               | 每天5趟左右  |
| 莫尔莱/朗代尔诺—布雷斯特 | TER  | 拉罗什莫里斯/朗迪维肖/（起点） | 拉福雷/克吕翁/布雷斯特 | 每天6趟左右  |
| 南特/坎佩尔—布雷斯特     | TER  | 沙托兰/蓬德比/迪里农-洛佩雷    | 布雷斯特               | 每天5-8趟    |
| 1.                       |      |                                |                        |              |

## 配套交通

### 长途客车
| 停靠朗代诺站的大巴车       |                                  |                                                                                           |
| 上下车地点                 | 运营单位                         | 主要目的地                                                                                |
| 朗代诺汽车站 Gare routière | 菲尼斯泰尔省城际客运 Penn-ar-Bed | - 26：普卢达涅勒、莱斯讷旺                                                                |
| 朗代诺汽车站 Gare routière | SNCF Car TER                     | - 布雷斯特、坎佩尔 - 当某条铁路线施工或罢工时，SNCF可能也会提供途径该线路沿途站点的大巴车 |
| 1. 2. 3. 4.                |                                  |                                                                                           |

### 市内交通
| 朗代诺站附近的市内公共交通线路 |              |             |
| 公交车站名称                   | 位置         | 停靠线路    |
| Gare 朗代诺站                  | 朗代诺站门口 | 1 2 3 4 5 6 |
| Gare routière 朗代尔诺汽车站   | 朗代诺站西侧 | 1 2 3 4 5 6 |
| 1.                             |              |             |

### 社会车辆
朗代诺站门口东侧设有露天停车场。

## 临近车站
| 朗代诺站（Gare de Landerneau） |                      |                  |
| 上行车站                       | 线路                 | 下行车站         |
| 拉罗什莫里斯站 4.6km ←         | 巴黎－布雷斯特铁路   | 拉福雷站 → 4.9km |
| 迪里农-洛佩雷站 11.1km ←       | 萨韦奈－朗代尔诺铁路 | （终点）         |
| - 本表仅显示运营中的线路及车站 |                      |                  |